# USER (CP/M)
USER – dyrektywa rezydentna systemu CP/M, ustalająca numer bieżącego (aktualnego) użytkownika systemu komputerowego. Nazwa polecenia jest słowem z języka angielskiego "user" – użytkownik.
Dyrektywa ta może mieć następującą postać:
USER nustalenie numeru bieżącego użytkownika; numer użytkownika n może mieć wartość od 0 do 15.
Po zainicjowaniu systemu domyślnie ustawiany jest jako aktywny użytkownik o numerze 0. Po wydaniu dyrektywy USER n, system przydziela (o ile nie zostało to wykonane wcześniej – we wcześniejszej, innej sesji), logiczny obszar w katalogu. W trakcie pracy pod określonym numerem użytkownika nie ma zasadniczo dostępu do danych zapisanych podczas pracy z innym numerem użytkownika. Należy jednak podkreślić, że podział na użytkowników występujący w tym systemie nie daje jakiejkolwiek ochrony danych, poza eliminacją możliwości ewentualnego, przypadkowego skasowania lub innego zniszczenia danych innego użytkownika. Nie istnieje bowiem jakiekolwiek hasło logowania ani ochrona poszczególnych obszarów. Każdy może przełączyć się na dowolnego użytkownika i operować w danej przestrzeni. Ponadto dyrektywa PIP, umożliwia przenoszenie danych pomiędzy obszarami poszczególnych użytkowników.
W systemie CP/J dla komputera Elwro 800 Junior, zgodnym z systemem CP/M, polecenie USER, ma identyczną składnię i działanie, lecz zostało zrealizowane jako dyrektywa nierezydentna.